# Déclaration commune soviéto-japonaise de 1956
La Déclaration commune soviéto-japonaise de 1956 signée le 19 octobre 1956 par l'Union soviétique et le Japon est un acte diplomatique de droit international qui prévoit de mettre fin à l'état de guerre déclaré le 8 août 1945 entre les deux pays, et permet la restauration des relations diplomatiques et commerciales entre eux.

## Statut
De jure, la déclaration commune soviéto-japonaise de 1956 pose un cadre préparatoire à la négociation d'un traité de paix définitif et de facto elle en tient lieu. N'étant pas signataire du traité de paix avec le Japon de 1951, l'URSS est, de jure, toujours en état de guerre avec le Japon le 19 octobre 1956, lorsque les deux pays signent cette déclaration qui inaugure la restauration de leurs relations diplomatiques,. Les deux parties conviennent de poursuivre les négociations pour un traité de paix, y compris relativement aux questions territoriales. L'Union soviétique s'engage à ne pas s'opposer à l'adhésion du Japon à l'Organisation des Nations unies et renonce à ses demandes de réparations relatives à la Seconde Guerre mondiale. La déclaration commune est accompagnée d'un protocole sur le commerce qui accorde la réciprocité de la clause de la nation la plus favorisée et prévoit le développement des échanges. Le Japon en pleine reconstruction, ayant grand besoin des matières premières soviétiques, tire quelques gains apparents de la normalisation des relations diplomatiques. La seconde moitié des années 1950 voit une augmentation dans les échanges culturels.
En revanche, la déclaration commune ne règle pas le statut des îles Kouriles, japonaises depuis le traité de Saint-Pétersbourg de 1875, occupées par l'URSS l'été 1945 et dont les résidents japonais ont été expulsés au Japon en 1947. Dans la ronde finale des pourparlers, la partie japonaise reconnaît la faiblesse de sa prétention sur Itouroup et Kunashiri et accepte le retour des îles Shikotan et Habomai en échange d'un traité de paix. Cependant, les Américains interviennent et bloquent l'accord. Les États-Unis avertissent alors le Japon qu'un retrait de la revendication japonaise sur les autres îles signifierait que les États-Unis garderaient Okinawa, ce qui détermine le Japon à refuser ces termes. Washington affirme que le traité de paix de San Francisco « ne détermine pas la souveraineté des territoires auxquels le Japon renonce » mais que « le Japon n'a pas le droit de transférer la souveraineté sur ces territoires ». Au-delà de ces arguments de droit, les États-Unis considéraient que le maintien de ce contentieux allait dans leur intérêt : cela donnait une justification supplémentaire au maintien des forces américaines au Japon. La résolution du statut des Kouriles est reportée jusqu'à la conclusion d'un traité de paix permanent. L'article 9 de la Déclaration commune affirme : « L'URSS et le Japon sont convenus de poursuivre, après l'établissement de relations diplomatiques normales entre eux, les négociations pour la conclusion d'un traité de paix. Par la présente, l'URSS, en réponse aux désirs du Japon et en prenant en considération l'intérêt de l'État japonais, s'engage à remettre au Japon les îles Habomai et Chikotan, à condition que le transfert effectif au Japon de ces îles soit effectué après la conclusion d'un traité de paix ».
Mais le Japon revendique deux autres grandes îles, Kounachir et Itouroup, et les négociations achoppent sur ce point, de sorte que le traité de paix permanent ne peut être signé et les îles restent territoire russe.
Le 14 novembre 2004, le chef du ministère russe des Affaires étrangères Sergueï Lavrov visite le Japon en compagnie du président Vladimir Poutine. Lavrov déclare que la Russie en tant qu'État successeur de l'Union soviétique est prête à avoir des entretiens territoriaux avec le Japon sur la base de la Déclaration commune soviéto-japonaise de 1956.
Le 21 mai 2022, la Russie déclare mettre fin aux négocations à cause de la « position inamicale » du gouvernement japonais condamnant l'invasion de l'Ukraine par la Russie.

## Source de la traduction
- (en) Cet article est partiellement ou en totalité issu de l’article de Wikipédia en anglais intitulé « Soviet–Japanese Joint Declaration of 1956 » (voir la liste des auteurs).